# 岡田武史
岡田 武史（おかだ たけし、1956年8月25日 - ）は、日本の元サッカー選手、サッカー指導者。現在はFC今治運営会社「株式会社今治．夢スポーツ」代表取締役、日本エンタープライズの社外取締役、城西国際大学特任教授、日本サッカー協会参与（名誉役員）、ジャパン・プロフェッショナル・バスケットボールリーグ理事、学校法人今治明徳学園 学園長。
選手時代のポジションはディフェンダー（センターバック）。古河電気工業サッカー部（現・ジェフユナイテッド千葉）でプレーし、サッカー日本代表として国際Aマッチ24試合に出場。
現役引退後は指導者の道に進み、サッカー日本代表のコーチを務めていた1997年、加茂周の更迭に伴って監督に昇格。日本代表を初のFIFAワールドカップ出場に導き、1998 FIFAワールドカップ本大会でも指揮を執った。2007年から再び日本代表の監督を務め、2010 FIFAワールドカップでベスト16。クラブチームではコンサドーレ札幌、横浜F・マリノス、中国の杭州緑城の監督を歴任した。横浜FMでは2003年、2004年とJ1リーグ連続優勝を果たし、日本が世界に誇る、もっとも優れた名監督の一人とされる。
「岡ちゃん」の愛称で知られる。眼鏡がトレードマークで、現役時代には眼鏡を外さずプレーしていたこともある（ただし、現在一般に公開されている現役時代の写真等では眼鏡を外しているものも少なくない）。

## 選手経歴

### 幼年期〜大学時代
大阪市生まれ、父は産婦人科医。姉一人と本人の二人兄弟。岡田の子どものころは大阪でサッカーはほとんどやっておらず、帝塚山学院小学校時代は、大阪球場を本拠としていた南海ホークス（現在の福岡ソフトバンクホークスの前身）が運営する「南海ホークス子供の会」に入会して野球に明け暮れ、ホークス応援のために大阪球場へと通う野球少年だった。ホークスの4番でファーストを守っていたケント・ハドリに憧れ、同会ではピッチャー兼ファーストだった。「ホークス子供の会」には岡田彰布も所属していて共にプレーしていた時期もあって、親交がある。
中学に進学すると、野球部の上下関係の厳しさを目の当たりにして自分には向いていないと考え、当時1968年メキシコシティーオリンピックでの代表チームの活躍で脚光を浴びたサッカーに熱中するようになる。中学時代には「ドイツに行ってプロになる」と言って両親を困らせ、両親から相談を持ちかけられた産経新聞運動部長賀川浩に諭されて思いとどまる。
大阪府立天王寺高等学校入学後もサッカーを続ける。同校は進学校でありサッカーではまったく実績がない高校だったが、練習試合での活躍がサッカー関係者の目に止まり、2年時に大阪選抜、次いで3年時にユース代表に抜擢され（高校生で選出された者は岡田を含め3名のみ）、クウェートで開催されたアジアユース選手権に出場した。天王寺高では監督は試合の時しかいなかったため、日々の練習メニューは主将である岡田が考え実践していた。
当時流行っていた五木寛之の小説『青春の門』の主人公に憧れ、早稲田大学を目指す。1浪後、早稲田大学政治経済学部に入学。サッカー部（ア式蹴球部）の部長である堀江忠男からは「おそらく1年間浪人して勉強したとしても、合格するのは無理だろう。私が推薦するから、体育専攻を受験するようにしなさい」という手紙を受け取ったが、それがかえって自身のやる気に火をつけたと振り返る。浪人生活のあいだに10キロ以上太り、大学では当初サッカー部には所属せず、サッカー同好会の「稲穂キッカーズ」に在籍していたが、それを知った長沼健日本サッカー協会（JFA）専務理事と岡野俊一郎理事にJFAに呼び出され、「何のためにユース代表に選んだと思っているんだ？明日からすぐに早稲田のサッカー部に行け！今から電話を入れておく」と怒られ、翌日サッカー部に入部する。
早稲田大学時代にはユニバーシアード日本代表に選ばれた。
大学時代に知り合った2歳年上の八重子夫人と大学4年の時に結婚。2男1女の父。

### 古河電工時代
大学卒業後は、マスコミ業界への就職を志望していたが叶わず、1980年に古河電工に入社。社員として働く傍ら、古河電気工業サッカー部（ジェフユナイテッド千葉の前身）に入団。大学時代と変わらず頭脳派のディフェンダーとして日本サッカーリーグ（JSL）で活躍。1985年に9年ぶり2度目のリーグ優勝、1986年に日本のチームとして初となるアジアクラブ選手権優勝に貢献した。JSL1部での通算成績は189試合9得点。
1985年にリーグ優勝した際に監督だった清雲栄純は「当時の選手には珍しく理論を持っていた。身体能力や技術は高くなかったが、予測能力が高くて声で周りを動かせた。そのコーチングが非常に的確で」「声を出す選手というのはおうおうにして自分は逃げ回るタイプが多い。汚れ仕事は人にさせて、おいしいところだけ持っていくような。岡田は最後は自分の身体を張れた」 と岡田を評する。同年の古河が採用していたゾーンのラインディフェンスについても「岡田がいたからやれた守り方だった。戦いの意図を後ろから的確に伝えることができたから」と語る。
1990年1月20日に行われたゼロックス・スーパーサッカーの日本リーグ選抜対バイエルン・ミュンヘンの試合が、キャリアの晩年に差し掛かっていた岡田の転機となった。この試合で日本リーグ選抜は善戦の末1-2で破れる。日本リーグ選抜の主将を務めた 岡田は、海外トップチームとの対戦を通じてその埋めがたい差を身を以て実感して現役引退を決意。自分がバイエルンの選手たちに追い付くのではなく、どう指導すれば彼らに勝てるような選手を育てられるかに関心は移っていった。

### 日本代表として
1980年6月1日のジャパンカップのエスパニョール戦で日本代表にデビュー。
1982年、インド・ニューデリーで開催されたアジア大会に出場。当初発表された代表メンバーに岡田の名は無かったが、当時の代表主将・前田秀樹の負傷・参加辞退により岡田が追加招集された。背番号は前田の9をそのまま背負った。この大会で準々決勝にまで駒を進めた日本代表は0-1でイラク代表に破れたものの、岡田自身は2試合に起用され、1982年11月25日の1次リーグ・韓国戦ではロングレンジからのシュートで、代表初にして唯一のゴールを決めた。
1984年のロサンゼルス五輪最終予選では加藤久と並んでセンターバックのレギュラーとなるはずだったが、初戦の3日前に肉離れで離脱した。1986 FIFAワールドカップ地区予選では加藤の控えとしてベンチを温めた。当時のJFAには金がなく、岡田自身も貧乏の極みで、代表に選ばれるとサラ金から金を借りて参加していたという。このため「出場がないなら代表に選ばないで欲しい」と、当時の代表監督・森孝慈に訴えたら、慰留されなかったという笑い話がある。
その後、代表監督に就任した石井義信は、チームの軸として加藤、岡田、木村和司を念頭に置いていたが、すでに代表チームでプレーするモチベーションを失っていた岡田は誘いを断り古河でのプレーに専念するようになった。最終的に国際Aマッチのキャップは24を数えた。

## 指導者経歴
現役を引退した翌年から古河電工のコーチに就任し、指導者としてのキャリアをスタートさせる。1992年にドイツへとコーチ留学し、1993年に帰国後はJリーグ発足に沸く日本サッカー界に戻り（岡田は後に、J開幕前に渡欧し、J開幕後のフィーバー状態の最中帰国したことを「浦島太郎になったようだった」と述懐している）、古巣・古河が母体となったジェフ市原でコーチを務めた。市原とはプロ契約 を交わし、清雲栄純監督の下で主にサテライトチームに携わる。この年に行われた1994 FIFAワールドカップ・アジア最終予選のイラク戦（ドーハの悲劇）のNHK BS1でのテレビ中継のスタジオ解説を田嶋幸三とともに務める。

### 日本代表監督（1997年-1998年）
1995年にはサッカー日本代表コーチに抜擢される。1994年に加茂周が日本代表チーム監督に就任した際、加茂は前任のファルカンのチーム計画を一旦白紙に戻し、前々任であるハンス・オフトが行ったチーム作りを継承すべく人材を集めていた。オフトの下でコーチをしていた経験のある清雲栄純にもコーチの話があったが清雲は断り、その代わりに岡田を推薦。しかし加茂と岡田はほぼ面識がなく、また岡田は指導者としての経験が浅いので、やりがいを感じていたジェフでのコーチ業を優先すべくこの話を当初固辞していたが、清雲に熱心に薦められて代表のコーチに就任した。
岡田の一大転機は1997年10月、フランスW杯最終予選にて代表チームがアジア予選で敗退濃厚の窮地に陥り、加茂監督が更迭された事から始まる。「その時点でのチームを把握していること」が重視された結果として、長沼健JFA会長から「加茂の解任を決めた。君に監督をしてほしい」と言われたが、一旦は固辞。しかし加茂から「後任を君に任せたい」と言われ、まず代理監督として指名され1997年10月、対ウズベキスタン戦を指揮。終了直前に1ゴールを決めてドロー発進するも内心ある程度の確信を持つ。加茂更迭直後、急場でコーチからの監督起用でウズベキスタン戦のみの就任であり、これを了承したものだったが、日本に帰国後、加茂に挨拶をして話し合い、「現状に鑑みて、他の者に監督を任せるのはリスクが高い」と判断して監督続行を申し出る。コーチの枠は空席のまま代替として小野剛強化委員がチームに帯同。
最初の1試合を乗り切り昇格を果たしたものの、当初は「急場凌ぎ」との見方が大勢を占めていた。しかし加茂によって代表から外されていた中山雅史らをチームに再招集するなどのテコ入れも功を奏し、日本代表は息を吹き返す。最終的にイラン代表との第3代表決定戦の末、予選を突破し土壇場から日本代表初の本選出場を果たした（ジョホールバルの歓喜）。この歴史的な結果を受け、本選に向けての正式に監督に任命される。
1998年の本選直前にメンバー最年少の市川大祐、そして不振に陥っていた中心選手の三浦知良と北澤豪をメンバーから外した事で当時その是非がマスメディアやサッカーファンや世論の間で議論を呼んだ。本選では「グループリーグ1勝1分1敗の勝点4で決勝トーナメント入りを目指す」と表明したが、3戦全敗、得点も中山雅史による1ゴールのみでグループリーグ敗退。大会終了後のテクニカルレポート（FIFAや各国サッカー協会が独自に作成する大会分析レポートのこと。指導改善に役立てる）作成を最後の仕事とし代表監督を退任した。
監督退任後、半年あまりの期間は衛星放送WOWOWにてイタリア・セリエA中継の解説を担当、取材で当時ユヴェントスを指揮していたマルチェロ・リッピ監督と対談し、サッカー観、戦術面での影響を受ける。また後に横浜F・マリノスにてJ1優勝を果たした際にリッピから祝電が届くなど交流を生むきっかけとなった。

### コンサドーレ札幌監督
1999年にJ2降格となったコンサドーレ札幌の監督に就任。自身初となるJリーグの監督として、さらに前年にワールドカップ日本代表を率いていたこともあり報道も多く、注目度・期待度が高かったが、就任1年目はJ1昇格争いには加われずJ2リーグ5位に終わった。シーズン終了後、札幌監督就任から続いた采配時のスーツ着用をやめてジャージ着用に変え、自身の発想も転換した以外にも、チームの戦術、選手の意識、さらにはフロントに至るまで大胆な改革に着手。スカウティングも自分で行った。
2年目の2000年にはこれらの努力が結実し、2位の浦和レッズに勝点12差をつけてJ2優勝・2年での1部復帰を果たす。チームとしてもJ2発足後初のJ1、自らも監督として初のJ1となった2001年は年間11位（1stステージ:8位（勝ち点21、6勝3分6敗）、2ndステージ:14位（勝ち点13、4勝2分9敗））の成績を収めてJ1残留に成功。ここを区切りに札幌の監督を辞任し、解説者の視点から世界のサッカーを見つめなおすこととなる。札幌を指揮した期間ではエメルソンや播戸竜二、山瀬功治、今野泰幸など若い才能を発掘・起用した。さらにこの年、当時J2だった大分トリニータから獲得したウィル（24得点）が得点王に輝くなど、監督としての才能を十分発揮させた。
2002年はサッカー解説者として活動。FIFAワールドカップ日韓大会ではNHKの解説者を務め、フィリップ・トルシエ退任後の次期日本代表監督候補にも噂された。

### 横浜F・マリノス監督
2003年、横浜F・マリノス監督に就任。充実した戦力を率いた1年目の1stステージからいきなり優勝を飾り、その余勢を駆って2ndステージも優勝。就任1年目にして完全優勝の栄冠を手にした。2004年も1stステージを制し、Jリーグ史上初の3ステージ連覇の偉業を成し遂げる。浦和レッズと争ったサントリーチャンピオンシップでは2試合の通算得点が同点となり、延長戦を経て迎えたPK戦を制して、2年連続の年間王者に輝く。
2005年も優勝候補の一角に挙げられていたが、AFCチャンピオンズリーグやA3チャンピオンズカップとの過密日程、また代表戦における主力の離脱により順位は低迷。結局、9位という期待外れの成績に終わる。成績低迷の責任を取り監督を辞任するとの観測も流れる中、2006年以降も横浜FMで監督を続投することが公式に発表された。
復活を期して臨んだ2006年は開幕4連勝を飾ったものの、その後急激にチームコンディションが悪化。再浮上の切っ掛けが掴めないまま18節終了時点で自力優勝が消滅し、19節の大宮戦終了後に辞意を表明。翌8月24日に辞任し、3年半に渡った横浜での指揮にピリオドを打った。表面上は家族を亡くしたこと、および成績不振によるものとされているが、真の理由は強化方針を巡るフロントとの確執にあるとも言われている。岡田は後に「俺は自分の指導者としての限界を感じていたのではないか」と語っている。

### 日本代表監督（2008年-2010年）

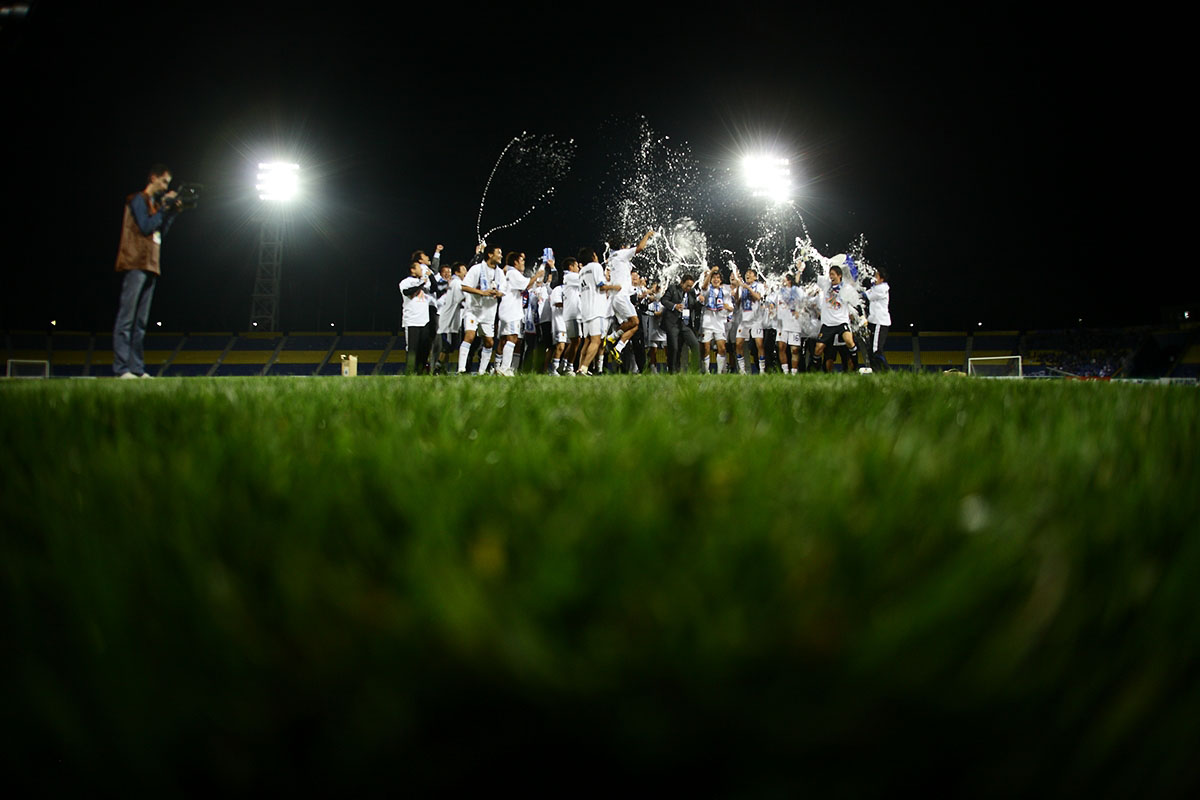
本大会出場を決めて歓喜する日本代表チーム（中央のスーツ姿が岡田）

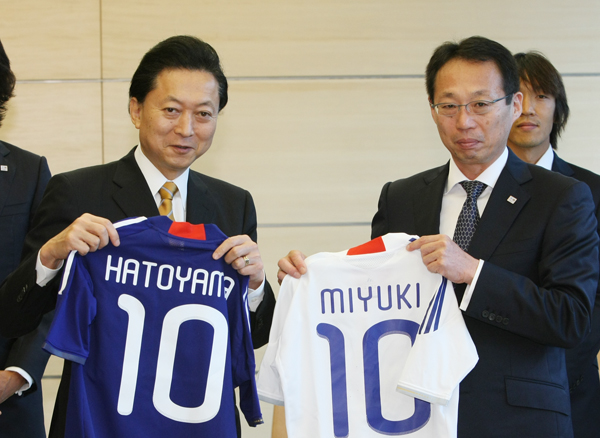
2010年5月25日、鳩山由紀夫内閣総理大臣（当時・左）と岡田（右）

日本サッカー協会の特任理事として活動中、次期日本代表の日本人監督として名も挙がっていた中、2007年11月に日本代表のイビチャ・オシム監督が急性脳梗塞で緊急入院し、2008年2月のW杯予選で指揮を執ることが困難になり、小野剛日本サッカー協会技術委員長（当時）から後継監督として打診を受ける。その際、小野は、元浦和監督のホルガー・オジェックらがオシムの後任日本代表監督候補に上がる中、岡田に打診した理由として、(1) オシムが築いてきた土台の上に新しい色、個性を積み上げられる、(2) 強烈なリーダーシップ、求心力を持っている、(3) 翌年2月6日の予選まで与えられた時間が少ないためにコミュニケーション能力がある監督としての3点を挙げている。
2007年12月7日、日本代表監督再就任が当時日本サッカー協会会長だった川淵三郎によって正式に発表され、2008年から指揮を執るようになった。なお、ワールドカップで通算成績が0勝3敗の監督が再度同じ国の代表監督をするのは史上初であった。前回の在任時はコーチ陣と同じジャージ姿での采配が話題となったが、再就任後は2008年7月に日本サッカー協会会長に就任した犬飼基昭の指示でスーツ姿で指揮を執ることが多くなった（悪天候時はジャージまたはグラウンドコート姿で指揮を執ることもあった）。
2009年6月6日、W杯南アフリカ大会アジア最終予選の第6戦。アウェーでのウズベキスタン戦を1-0で勝利。グループAをオーストラリア代表に次ぐ2位で通過し、日本代表を4大会連続4度目の本大会出場に導いた。なお、この試合の終了直前に審判に異議を唱えたとして監督生活初の退席処分を受けた。
国内組で臨んだ2010年東アジアサッカー選手権では4チーム中で3位、その後同年4月7日のキリンチャレンジ杯セルビア代表（監督は代行監督、ワールドカップ地区予選に参加していた選手はベンチメンバー1名のみの、国内選抜チーム）戦では0-3で敗れ、4月26日にサポーターから日本サッカー協会へおよそ1000人による解任の署名が提出された。また、5月24日に行われたキリンチャレンジ杯の韓国代表戦に0-2で敗退した後に、犬飼基昭日本サッカー協会会長に対して「進退伺い」ともとれる発言をしたとされることや、5月30日のイングランド戦にも敗退し、6月4日のコートジボワール代表戦まで4連敗を喫し決定力の低さを解消できないことなどを受けて、国内のサポーターやマスコミからは岡田の監督連投や選手の起用法に批判が集中し、Yahoo! JAPANが行ったインターネット調査ではサポーターからの支持率がわずか16%という低さであった ため、ワールドカップ中の解任すらマスコミ上で取り沙汰された。
岡田は今大会における目標を「ベスト4入り」と表明していたが、親善試合で結果が出せなかったことから、その目標は「非現実的」だとして国内外のマスコミに酷評され続けた ほか、グループリーグの対戦相手発表を受けて、セルジオ越後や釜本邦茂、杉山茂樹などのサッカー評論家が1勝もせぬままのグループステージ敗退を予想するなど、サポーターやマスコミに渦巻く不信感と低評価の中ワールドカップ本戦に臨んだ。
しかし、格上と見られていたカメルーン代表と6月14日に行われた初戦では、前半に入れた1点を守り抜き、1-0で勝利した。なおこの勝利は、ワールドカップの国外開催大会での初勝利であった。その後6月19日に行われたオランダ代表との第2戦は0-1で負けたものの、6月24日に行われたデンマーク代表との第3戦では、前半に2点を入れた後も終始リードを保ったまま3-1で勝利を収め グループリーグを2勝1敗の勝ち点6とし、国外開催大会で初めてのワールドカップ決勝トーナメント進出を果たした。
このサポーターやマスコミの多くが予想していなかった快進撃に、国内外のマスコミはこれまでの批判的な姿勢を一転し、岡田の采配を絶賛する論調ばかりとなっただけでなく、グループステージでみせた日本代表の堅い守りを、イタリア代表の「カテナチオ」をもじって「オカナチオ」と呼ぶ記事すら現れた。大会前の4連敗も、あえて格上と戦ったことが決勝トーナメント進出という結果として現れたと評価を一転させた。さらにインターネット掲示板やツイッター上を中心に、かつて岡田に対する非難や不信感を表明していた者からの「謝罪」の表明が相次ぐ事態となり、「岡ちゃん、ごめんね」という言葉は2010年の新語・流行語大賞にもノミネートされた。
日本サッカー界史上初のベスト8進出をかけたパラグアイ代表との決勝トーナメント1回戦は、90分では決着がつかず0-0のまま延長戦に突入した。しかし延長戦でも決着がつかず、日本代表史上初めてワールドカップでのPK戦に突入したものの結果的に3-5で敗北 した。しかし、日本代表としての様々な記録を残したチームを作り上げた手腕に対し、開幕前との評価とは一転して「名将」、「感謝」と称賛する評価が相次いだ。日本代表監督としての契約が同大会を最後に切れる ことになっていたが、試合後の会見で改めて今大会を最後に退任する意向を表明した。

### JFA理事へ
2010年7月25日に行われた日本サッカー協会（JFA）の役員改選で、JFA理事に就任した。これはJFAの新会長となった小倉純二の推挙によるもので、小倉は今後岡田がどこかのクラブの監督となった場合も「兼務で理事をやらせる」と語った。当時は主に環境問題を担当したが、2012年6月の役員改選で理事を退任している。
また2010年8月にはWOWOWの専属サッカー解説者となることが発表され、以後同局のリーガ・エスパニョーラ中継の解説を担当した。解説者就任に伴い開かれた記者会見では、海外から代表監督（本人は具体的な国名は挙げなかったが、メディアではカタール代表と伝えられた）のオファーを受けていたものの断っていたことも明らかにされた。
2010年11月、アジアサッカー連盟（AFC）より、日本人では桑原隆（1998年）、西野朗（2008年）以来3人目となるAFC最優秀監督賞を受賞。

### 杭州緑城監督
2012年から中国サッカー・スーパーリーグの杭州緑城にて指導者に復帰。2013年11月6日契約を1年残し退任を発表した。また当面は監督に就かない事も発表した。

### 経営者の道へ
2014年2月、デロイトトーマツコンサルティング、特任上級顧問に就任。同月には内閣府『選択する未来』委員会の委員に就任し、主に教育問題に取り組んでいる。
2014年11月、四国サッカーリーグ・FC今治の運営会社に出資し、同チームのオーナーに就任。指導者ではなく敢えてオーナーとなること、それも地域リーグのクラブを選んだ理由について、岡田は「日本のサッカーはこのままでいいのか」という疑問に対する一つの答えとして「日本のサッカーはこういうものだという『型』（=一貫したスタイル）が必要だ」「それは代表監督や日本サッカー協会が作るものでもない。むしろ、クラブから生まれるべき時代が来ている」という結論に至ったこと、当時J1とJ2のクラブから、全権監督としてのオファーがあったものの「新しいチャレンジをするために潰すべき既存の枠組みもその分大きいし、時間もかかる」「小さいチームなら、時間はかかるかもしれないけれど一から始めることは比較的簡単」という考えから、大学時代の先輩がオーナーをしていたFC今治からのオファーを受け入れたと述べている。Jリーグの試合解説やサッカーに関わるインタビュー等の媒体出演、講演などは引き続き活動。
2016年3月、日本サッカー協会（JFA）副会長に就任。2018年3月に、「後進に道を譲るため(S級を保持していると、現場に戻りたくなるから)」公認S級コーチライセンスの更新を見送り、退会申請書をJFAに提出した。2018年3月末のS級登録抹消で、サッカー指導者としては名実ともに勇退した。また、2018年3月24日付で、JFA副会長を退任し、日本サッカー協会(JFA)参与(名誉役員)となった。2018年4月12日、JFAシニア・アドバイザーを委嘱されることが決まる。
他、Jリーグの試合解説やサッカーに関わるインタビュー等の媒体出演、講演などで活動。
2019年6月13日、理事会にて、第16回日本サッカー殿堂入り決定。
2021年9月30日、プロバスケットボールBリーグを主催するジャパン・プロフェッショナル・バスケットボールリーグの理事に選任される。
2022年3月、日本サッカー協会（JFA）副会長に再任。

## 所属クラブ
- 1972年 - 1974年  大阪府立天王寺高等学校
- 1976年 - 1979年  早稲田大学
- 1980年 - 1990年  古河電気工業サッカー部

## 個人成績
| 国内大会個人成績 | 国内大会個人成績 | 国内大会個人成績 | 国内大会個人成績 | 国内大会個人成績 | 国内大会個人成績 | 国内大会個人成績 | 国内大会個人成績  | 国内大会個人成績 | 国内大会個人成績 | 国内大会個人成績 | 国内大会個人成績 |
| 年度             | クラブ           | 背番号           | リーグ           | リーグ戦         | リーグ戦         | リーグ杯         | リーグ杯          | オープン杯       | オープン杯       | 期間通算         | 期間通算         |
| 年度             | クラブ           | 背番号           | リーグ           | 出場             | 得点             | 出場             | 得点              | 出場             | 得点             | 出場             | 得点             |
| 日本             | 日本             | 日本             | 日本             | リーグ戦         | リーグ戦         | JSL杯            | JSL杯             | 天皇杯           | 天皇杯           | 期間通算         | 期間通算         |
| ---------------- | ---------------- | ---------------- | ---------------- | ---------------- | ---------------- | ---------------- | ----------------- | ---------------- | ---------------- | ---------------- | ---------------- |
| 1980             | 古河             | 18               | JSL1部           | 14               | 0                | 3                | 0                 |                  |                  |                  |                  |
| 1981             | 古河             | 18               | JSL1部           | 17               | 0                | 2                | 0                 | 2                | 1                | 21               | 1                |
| 1982             | 古河             | 18               | JSL1部           | 18               | 0                | 5                | 0                 | 3                | 0                | 26               | 0                |
| 1983             | 古河             | 18               | JSL1部           | 15               | 1                | 1                | 0                 | 0                | 0                | 16               | 1                |
| 1984             | 古河             | 2                | JSL1部           | 17               | 0                | 0                | 0                 | 5                | 0                | 22               | 0                |
| 1985             | 古河             | 2                | JSL1部           | 22               | 4                | 4                | 1                 | 3                | 1                | 29               | 6                |
| 1986-87          | 古河             | 2                | JSL1部           | 21               | 1                | 5                | 1                 | ※                | ※                | 26               | 2                |
| 1987-88          | 古河             | 2                | JSL1部           | 22               | 1                | 2                | 0                 | 3                | 0                | 27               | 1                |
| 1988-89          | 古河             | 2                | JSL1部           | 21               | 1                | 2                | 0                 | 2                | 0                | 25               | 1                |
| 1989-90          | 古河             | 2                | JSL1部           | 22               | 1                | 2                | 0                 | 1                | 0                | 25               | 1                |
| 通算             | 日本             | 日本             | JSL1部           | 189              | 9                | 26               | 2\|\|\|\|\|\|\|\| |                  |                  |                  |                  |
| 総通算           | 総通算           | 総通算           | 総通算           | 189              | 9                | 26               | 2\|\|\|\|\|\|\|\| |                  |                  |                  |                  |

※1986年度の天皇杯は、古河電工がアジアクラブ選手権1986-87出場のため辞退
・JSL東西対抗戦（オールスターサッカー） 4回出場：1982年、1984年、1986年、1988年
・JSL選抜チーム（1987年/1試合0得点、1990年/1試合0得点）

## 代表歴

### 試合数
- 国際Aマッチ 24試合 1得点(1980-1985)[2]
  - アジア競技大会(1982)
  - ロサンゼルスオリンピック予選
  - ワールドカップメキシコ大会予選

| 日本代表 | 国際Aマッチ | 国際Aマッチ | その他 | その他 | 期間通算 | 期間通算 |
| 年       | 出場        | 得点        | 出場   | 得点   | 出場     | 得点     |
| -------- | ----------- | ----------- | ------ | ------ | -------- | -------- |
| 1980     | 3           | 0           | 5      | 0      | 8        | 0        |
| 1981     | 5           | 0           | 7      | 0      | 12       | 0        |
| 1982     | 2           | 1           | 0      | 0      | 2        | 1        |
| 1983     | 7           | 0           | 10     | 0      | 17       | 0        |
| 1984     | 4           | 0           | 6      | 0      | 10       | 0        |
| 1985     | 3           | 0           | 6      | 0      | 9        | 0        |
| 通算     | 24          | 1           | 34     | 0      | 58       | 1        |

### 出場
| No. | 開催日         | 開催都市             | スタジアム                         | 対戦相手             | 結果       | 監督     | 大会                 |
| --- | -------------- | -------------------- | ---------------------------------- | -------------------- | ---------- | -------- | -------------------- |
| 1.  | 1980年06月09日 | 広州                 |                                    | 香港                 | ○3-1       | 渡辺正   | 広州国際サッカー大会 |
| 2.  | 1980年06月11日 | 広州                 |                                    | 中華人民共和国       | ●0-1       | 渡辺正   | 広州国際サッカー大会 |
| 3.  | 1980年06月18日 | 広州                 |                                    | 香港                 | ○2-0       | 渡辺正   | 広州国際サッカー大会 |
| 4.  | 1981年02月10日 | クアラルンプール     |                                    | マレーシア           | △1-1       | 川淵三郎 | 国際親善試合         |
| 5.  | 1981年02月17日 | シンガポール         |                                    | シンガポール         | ○1-0       | 川淵三郎 | 国際親善試合         |
| 6.  | 1981年02月19日 | シンガポール         |                                    | シンガポール         | △0-0       | 川淵三郎 | 国際親善試合         |
| 7.  | 1981年02月24日 | インドネシア         |                                    | インドネシア         | ●0-2       | 川淵三郎 | 国際親善試合         |
| 8.  | 1981年03月08日 | 東京都               | 国立霞ヶ丘競技場陸上競技場         | 韓国                 | ●0-1       | 川淵三郎 | 日韓定期戦           |
| 9.  | 1982年11月25日 | ニューデリー         |                                    | 韓国                 | ○2-1       | 森孝慈   | アジア大会           |
| 10. | 1982年11月28日 | ニューデリー         |                                    | イラク               | ●0-1(延長) | 森孝慈   | アジア大会           |
| 11. | 1983年02月12日 | ダマスカス           |                                    | シリア               | △2-2       | 森孝慈   | 国際親善試合         |
| 12. | 1983年02月25日 | ドーハ               |                                    | カタール             | ●0-1       | 森孝慈   | 国際親善試合         |
| 13. | 1983年06月07日 | 東京都               | 国立霞ヶ丘競技場陸上競技場         | シリア               | ○1-0       | 森孝慈   | ジャパンカップ       |
| 14. | 1983年09月07日 | 東京都               | 国立霞ヶ丘競技場陸上競技場         | フィリピン           | ○10-1      | 森孝慈   | オリンピック予選     |
| 15. | 1983年09月15日 | 東京都               | 国立霞ヶ丘競技場陸上競技場         | チャイニーズタイペイ | ○2-0       | 森孝慈   | オリンピック予選     |
| 16. | 1983年09月20日 | 台北                 |                                    | チャイニーズタイペイ | △1-1       | 森孝慈   | オリンピック予選     |
| 17. | 1983年09月25日 | オークランド         |                                    | ニュージーランド     | ●1-3       | 森孝慈   | オリンピック予選     |
| 18. | 1984年03月06日 | バンダルスリブガワン |                                    | ブルネイ             | ○7-1       | 森孝慈   | 国際親善試合         |
| 19. | 1984年04月18日 | シンガポール         |                                    | マレーシア           | ●1-2       | 森孝慈   | オリンピック予選     |
| 20. | 1984年04月26日 | シンガポール         |                                    | カタール             | ●1-2       | 森孝慈   | オリンピック予選     |
| 21. | 1984年05月31日 | 埼玉県               | さいたま市大宮公園サッカー場       | 中華人民共和国       | ○1-0       | 森孝慈   | ジャパンカップ       |
| 22. | 1985年05月26日 | 東京都               | 国立霞ヶ丘競技場陸上競技場         | ウルグアイ           | ●1-4       | 森孝慈   | キリンカップ         |
| 23. | 1985年06月04日 | 愛知県               | 名古屋市瑞穂公園陸上競技場         | マレーシア           | ○3-0       | 森孝慈   | キリンカップ         |
| 24. | 1985年08月11日 | 愛知県               | 神戸総合運動公園ユニバー記念競技場 | 香港                 | ○3-0       | 森孝慈   | ワールドカップ予選   |

### 得点数
| # | 開催日         | 開催地       | 会場 | 相手 | 結果 | 大会       |
| - | -------------- | ------------ | ---- | ---- | ---- | ---------- |
| 1 | 1982年11月25日 | ニューデリー |      | 韓国 | ○2-1 | アジア大会 |

## 指導歴
- 1990年 - 1994年  古河電工/ジェフユナイテッド市原：コーチ
- 1995年 - 1998年7月  日本代表
  - 1995年 - 1997年10月 コーチ
  - 1997年10月 - 1998年7月 監督
- 1999年 - 2001年  コンサドーレ札幌 監督
- 2003年 - 2006年8月  横浜F・マリノス 監督
- 2007年12月 - 2010年7月  日本代表 監督
- 2012年1月 - 2013年  杭州緑城 監督

## 監督成績
| 年度 | 所属 | クラブ | リーグ戦 | リーグ戦 | リーグ戦 | リーグ戦 | リーグ戦 | リーグ戦 | カップ戦   | カップ戦  |
| 年度 | 所属 | クラブ | 順位     | 試合     | 勝点     | 勝利     | 引分     | 敗戦     | ナビスコ杯 | 天皇杯    |
| ---- | ---- | ------ | -------- | -------- | -------- | -------- | -------- | -------- | ---------- | --------- |
| 1999 | J2   | 札幌   | 5位      | 36       | 55       | 17       | 6        | 13       | 1回戦敗退  | 3回戦敗退 |
| 2000 | J2   | 札幌   | 優勝     | 40       | 96       | 31       | 5        | 4        | 1回戦敗退  | 4回戦敗退 |
| 2001 | J1   | 札幌   | 11位     | 30       | 35       | 10       | 5        | 15       | 1回戦      | 3回戦敗退 |
| 2003 | J1   | 横浜FM | 優勝     | 30       | 58       | 17       | 7        | 6        | 準々決勝   | 準々決勝  |
| 2004 | J1   | 横浜FM | 優勝     | 30       | 59       | 17       | 8        | 5        | 準々決勝   | 5回戦敗退 |
| 2005 | J1   | 横浜FM | 9位      | 34       | 48       | 12       | 12       | 10       | 準決勝     | 5回戦敗退 |
| 2006 | J1   | 横浜FM | 12位     | 19       | 23       | 6        | 5        | 8        | -          | -         |

- 2006年は成績不振で引責辞任。順位は辞任当時のもの。

## タイトル

### 選手時代
古河電気工業サッカー部
- 日本サッカーリーグ : 1回 (1985年)
- JSLカップ : 1回 (1986年)
- アジアクラブ選手権 : 1回 (1986年)

### 監督時代

#### クラブ
コンサドーレ札幌
- J2リーグ : 1回 (2000年)

横浜F・マリノス
- J1リーグ : 2回 (2003年、2004年)
  - J1 1stステージ : 2回 (2003年、2004年)
  - J1 2ndステージ :1回 (2003年)

### 個人
- Jリーグ最優秀監督賞 ： 2回 （2003年、2004年）
- AFC最優秀監督賞 ： 1回 （2010年）

## エピソード
- W杯南アフリカ大会抽選会会場にて、3か月前に親善試合を行ったオランダのベルト・ファン・マルワイク監督と英語で話している時に、「ところで、日本の監督は誰だ?どこにいるの?」と言われ、まったく覚えられていないことが発覚した[71]。
- 1995年ごろから神奈川県逗子市に在住している。2010年7月21日には逗子市民栄誉賞を授与された[72][73]。
- カブスカウト、ボーイスカウトに入っていた[74]。
- 元NHKキャスター・国谷裕子は、小学校の同級生[75]。
- マラソン元日本代表で、日本陸連の強化戦略プロジェクトリーダーを務める瀬古利彦とは同級生にあたり、共に一浪して早稲田大学へ入学した。2021年1月23日、1月30日に放送された「CROSSOVER 〜こころを動かすスポーツ〜」（BSフジ）の番組で共演を果たしている。
- 阪神タイガースの監督を務める岡田彰布とは大阪市出身、同姓、早稲田大学の同級生、プロスポーツ監督と共通点も多い。また、共にタイガースファンである。武史の方が1歳上であるが、武史は1年浪人しており、そのため彰布と同級生であり、同時期に野球部とサッカー部の主将をそれぞれ務めた。両者の直接的な接点はなかったが、2009年に雑誌「Sports Graphic Number」の「早稲田力」特集で初対面の両者による対談が行われ、以後交友を持った。

## メディア出演

### テレビ
- 日経スペシャル カンブリア宮殿 勝利を呼ぶ「秘密の鍵」（2010年10月14日、テレビ東京）[76]
- 岡田武史の見る世界基準と日本の挑戦〜2014FIFAワールドカップ〜（2014年6月10日、NHK総合）
- Jリーグラボ 第27回、第28回（2015年5月30日、6月6日、スカパー!）
- 岡田武史とレジェンドたちが斬るFIFAワールドカップ（2018年6月17日、NHK総合）
- CROSSOVER 〜こころを動かすスポーツ〜（2021年1月23日・1月30日、BSフジ）

### CM
- エスエス製薬「ガストール」（2010年11月〜 「2010年最も胃の痛かった男?」と称し、日本代表の試合のインタビューをバックに流している）
- 高橋書店「2011年版「手帳は高橋」年末広告」（2010年12月〜）
- 日本コカ・コーラ コカ・コーラナンバーボトルでスコア予想篇（2018年、共演・綾瀬はるか）

### ゲームソフト
- FIFA 08 ワールドクラス サッカー（EA SPORTS）解説（実況・西岡明彦）
- FIFA 09 ワールドクラス サッカー（EA SPORTS）解説（実況・西岡明彦）
- FIFA 10 ワールドクラス サッカー（EA SPORTS）解説（実況・西岡明彦）
- FIFA 11 ワールドクラス サッカー（EA SPORTS）解説（実況・西岡明彦）
- FIFA 12 ワールドクラス サッカー (EA SPORTS) 解説（実況・西岡明彦）
- FIFA 13 ワールドクラス サッカー (EA SPORTS) 解説(PS Vita版のみ)（実況・西岡明彦）

## 書籍
単著
- 『岡田武史の考えるサッカー』（1999年1月10日、小学館）ISBN 4092041101
- 『蹴球日記』（2002年12月19日、講談社）ISBN 4063086518
- 『岡田メソッド 自立する選手、自律する組織をつくる16歳までのサッカー指導体系』（2019年12月18日、英治出版）ISBN 9784862762917

共著
- 『勝利のチームメイク』（著者:岡田武史 平尾誠二 古田敦也）（2003年4月14日、日本経済新聞社）ISBN 9784532164386
  - 『勝利のチームメイク』（著者:岡田武史 平尾誠二 古田敦也）（2008年3月5日、日本経済新聞出版社 日経ビジネス人文庫）ISBN 9784532194413
- 『日本人を強くする』（著者:岡田武史 白石豊）（2011年9月16日、講談社 現代プレミアブック）ISBN 4062950723
- 『勝負哲学』（著者:岡田武史 羽生善治）（2011年10月5日、サンマーク出版）ISBN 4763131680
- 『人生で本当に大切なこと 壁にぶつかっている君たちへ』（著者:岡田武史 王貞治）（2011年11月30日、幻冬舎）ISBN 4344982371

関連書籍
- 『挑戦!!岡田ニッポン '98ワールドカップフランス大会』（編者:サッカー日本代表担当記者）（1997年12月27日、太陽出版）ISBN 9784884691455
- 『岡田武史 逆境をチャンスに変えよ 強いリーダーになる15の実践』（著者:生島ヒロシ）（1998年6月1日、コスミックインターナショナル）ISBN 4885328233
- 『指揮官 岡田武史 アルマトイ、フランス、そして札幌』（著者:潮智史）（2001年5月10日、朝日新聞社）ISBN 4022575867
- 『岡田武史監督と考えた「スポーツと感性」』（著者:志岐幸子）（2008年2月5日、日本経済新聞出版社）ISBN 4532166519
- 『岡田監督 信念のリーダーシップ 勝てる組織をどうつくるか』（著者:児玉光雄）（2008年5月16日、ダイヤモンド社）ISBN 4478005680
- 『トルシエの眼力 岡田ジャパン「W杯4強」へのイバラ道』（著者:フィリップ・トルシエ）（2010年3月20日、徳間書店）ISBN 9784198629076
- 『岡田ジャパン ブレない「組織脳」 W杯16強のチームを創り上げた80のメソッド』（著者:児玉光雄）（2010年8月30日、主婦の友社）ISBN 9784072748787
- 『平常心是道 W杯16強に導いた岡田前監督を支えた言葉』（著者:野田大燈）（2010年9月27日、毎日コミュニケーションズ マイコミ新書）ISBN 9784839937126
- 『岡田武史というリーダー 理想を説き、現実を戦う超マネジメント』（著者:野田大燈）（2010年10月26日、ベストセラーズ ベスト新書）ISBN 9784584123010
- 『本田にパスの36%を集中せよ ザックJAPANvs.岡田ジャパンのデータ解析』（著者:森本美行）（2011年6月18日、文藝春秋 文春新書）ISBN 9784166608133
- 『リーダーの信念 風のCafe』（著者:五木寛之、対談相手:稲盛和夫 見城徹 岡田武史）（2014年10月31日、扶桑社）ISBN 9784594071370 - 五木寛之を聞き手に、各界のトップランナー3名との対談集